# Grijpskerke
Ne doit pas être confondu avec Grijpskerk.

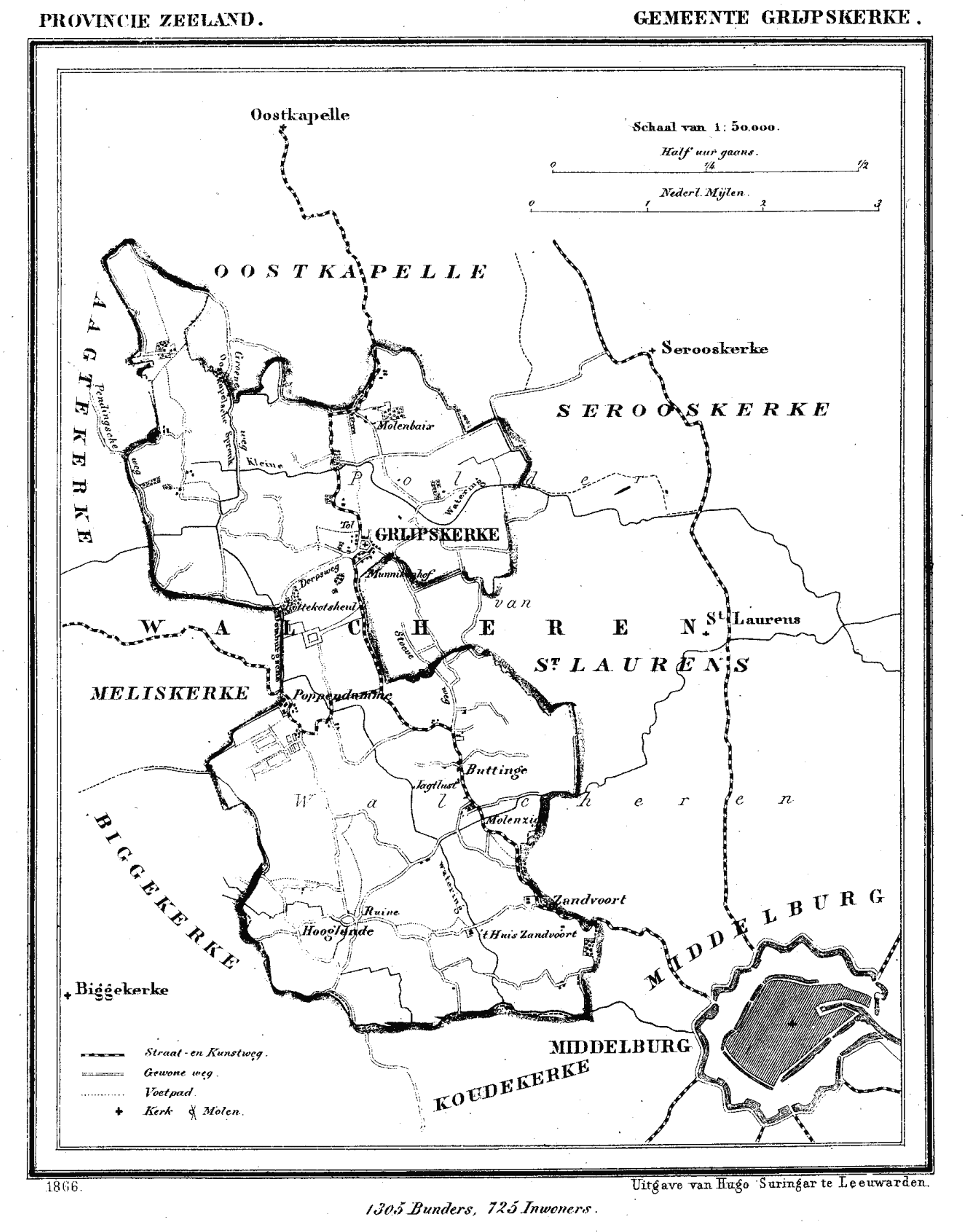
La commune de Grijpskerke en 1866

Grijpskerke est un village appartenant à la commune néerlandaise de Veere, situé dans la province de la Zélande. Le 1er janvier 2007, le village comptait 1 317 habitants. Il est situé sur Walcheren.

## Histoire
La commune de Grijpskerke a été créée en 1816 par la fusion des petites communes de Grijpskerke en Poppendamme, Buttinge en Zandvoort et Hoogelande. Elle regroupait alors le village de Grijpskerke et les quatre hameaux mentionnés dans les noms de commune. Grijpskerke est resté une commune indépendante jusqu'au 1er juillet 1966. À cette date, la commune fusionne avec Aagtekerke et Meliskerke pour former la nouvelle commune de Mariekerke.